# Санга (народ, Республика Конго)
Сангха (также известная как санга ) — этническая группа, меньшая часть которой проживает в северной части Республики Конго, а бо́льшая — в провинции Катанга Демократической Республики Конго. Входит в многочисленную группу народов банту. Говорит на языке сангха, входящем в группу «языки луба». Люди народности санга из Республики Конго конкурируют с пигмеями Binga Pygmies, также проживающими на севере страны.  Доколониальная торговля между севером и югом Республики Конго способствовала сотрудничеству этих племён, однако  политика после обретения независимости усилила этническое и региональное соперничество. Народность санга составляет 5,6% населения страны, что делает её четвертой по величине конголезской этнической группой.
Один из департаментов, расположенный на северо-западе страны с административным центром в городе Весо, носит название Санга. Город, расположенный на берегах реки Санги в окружении тропического леса Санга, на высоте 340 м над уровнем моря, в зоне муссонного климата —знаменит тем, что недалеко от него живут пигмейские племена, представители коренного населения.
Коренное население и дети подвергаются принудительному труду в сельском хозяйстве, например на плантациях какао в департаменте Сангха.